# Petro Nini Luarasi
Petro Nini Luarasi (ur. 22 kwietnia 1865 w Luarasie, zm. 17 sierpnia 1911 w Ersekë) – albański działacz niepodległościowy.

## Życiorys
W 1908 roku uczestniczył w konferencji w Manastirze, gdzie ustalono alfabet albański. Za działalność na rzecz Albanii był prześladowany przez Młodoturków i Patriarchat Konstantynopolitański.
W latach 1908–1910 pracował jako redaktor naczelny w pismach Bashkimi i kombit, Drita, Kombi i Liria.
Zmarł 17 sierpnia 1911 roku w wyniku otrucia.

## Twórczość
- Çpërfolja e shqiptarit (1911)[1]
- Mallkimi i shkronjave shqipe (1999, wydanie pośmiertne)[1][7]

## Nagrody i upamiętnienia
Imieniem Petra Luarasiego nazwano jedną ze szkół średnich w Tiranie. Otrzymał również tytuł Nauczyciela Ludu.
13 stycznia 2012 roku prezydent Albanii Bamir Topi pośmiertnie odznaczył Petra Luarasiego Orderem Nderi i Kombit.